# Твистеталь
Твистеталь (нем. Twistetal) — община в Германии, в земле Гессен. Подчиняется административному округу Кассель. Входит в состав района Вальдек-Франкенберг.  Население составляет 4529 человек (на 31 декабря 2010 года). Занимает площадь 74,0 км².